# Vittorino Amoretti
Vittorino Amoretti (San Pancrazio Parmense, 3 giugno 1772 – Bologna, 13 gennaio 1845) è stato un incisore e tipografo. Dal 1822 al 1845 resse l'officina dei Fratelli Amoretti di San Pancrazio Parmense, trasferendola prima a Parma e successivamente a Bologna.